# S & S Sandwich Shop
La S & S Sandwich Shop es un tienda histórica ubicada en Miami, Florida. El S & S Sandwich Shop se encuentra inscrita en el Registro Nacional de Lugares Históricos desde el 4 de enero de 1989. Forma parte del Downtown Miami MRA. 

## Ubicación
La S & S Sandwich Shop se encuentra dentro del condado de Miami-Dade en las coordenadas 25°47′33″N 80°11′28″O / 25.7925, -80.191111.